# Долдерсюм
Долдерсюм (нід. Doldersum) — селище в нідерландській провінції Дренте. Входить до муніципалітету Вестервелд.
Його площа становить 9,28 км², а населення станом на 2021 рік складало 125 осіб.
Перша згадка про населений пункт датується 1402 роком.